# MSV-Arena
El estadio de fútbol Schauinsland-Reisen-Arena es el lugar donde juega del club alemán de fútbol MSV Duisburgo. Edificó entre 2003 y 2004 en el lugar del anciano estadio Wedaustadion, en Duisburgo, Alemania.

## Capacidad
La capacidad se eleva a 31 500 espectadores. 
- Asientos: 22 082
- En pie: 7039
- Asientos mejores: 1537
- Lugares para personas que andan en silla de ruedas: 46

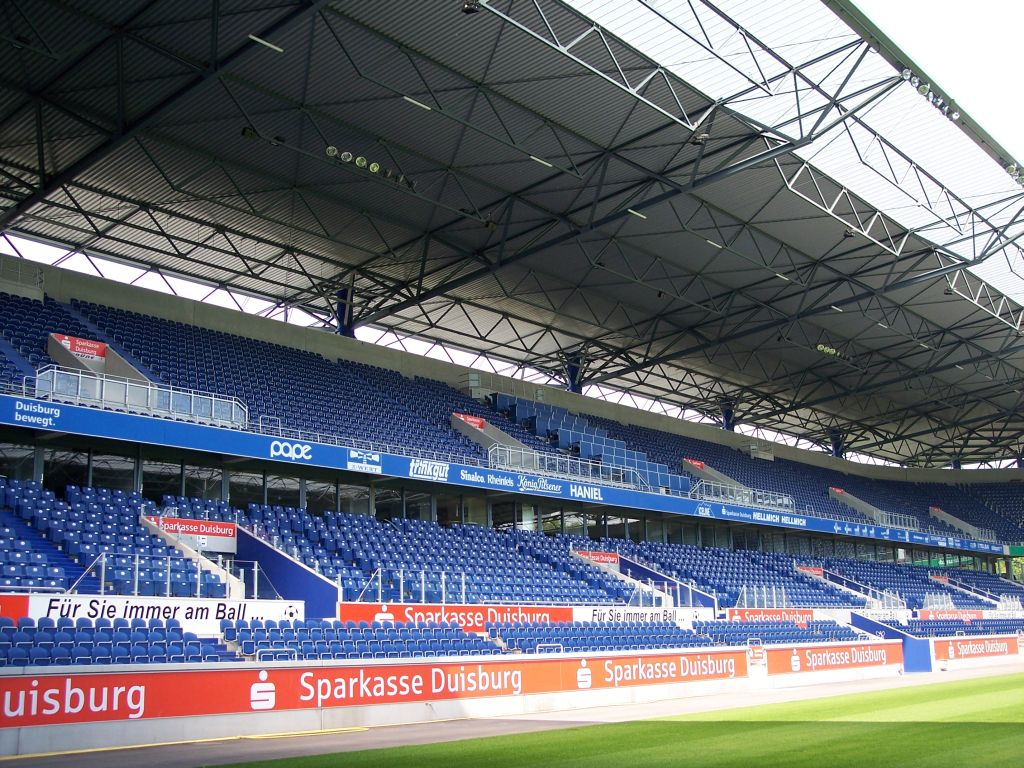
Tribuna central.

- Palcos: 41 para 420 espectadores
- Tribuna de prensa: 124

## Viaje al estadio
- En tren: Línea S1 hasta la estación Duisburg-Schlenk
- En metro: Línea U79 hasta Grunewald
- En autobús: Línea 944 hasta Stadion/Wacholderstraße o línea 923 hasta Magarithenstraße

Más informaciones a la página del tráfico de cercanías o de los ferrocarriles alemanes
En coche:
- Autobahn (Alemania)/Autopista 3, salida Duisburg-Wedau, dirección Sportpark/Wedau
- Autobahn (Alemania)/Autopista 59, salida Duisburg-Wanheimerort, dirección Sportpark/Wedau